# Acqua & Sapone-D’Angelo & Antenucci/Saison 2010
Dieser Artikel listet Erfolge und Mannschaft des Radsportteams Acqua & Sapone-D’Angelo & Antenucci in der Saison 2010 auf.

## Erfolge im UCI World Calendar
In der Saison 2010 wurden folgende Erfolge in der UCI World Calendar erzielt.
| Datum        | Rennen                          | Sieger           |
| ------------ | ------------------------------- | ---------------- |
| 10.–16. März | Gesamtwertung Tirreno–Adriatico | Stefano Garzelli |
| 25. Mai      | 16. Etappe Giro d’Italia        | Stefano Garzelli |

## Erfolge in der UCI Europe Tour
In der Saison 2010 wurden folgende Erfolge in der UCI Europe Tour erzielt.
| Datum       | Rennen                                   | Kat. | Sieger                |
| ----------- | ---------------------------------------- | ---- | --------------------- |
| 14. Februar | 5. Etappe Tour Méditerranéen             | 2.1  | Francesco Masciarelli |
| 27. Juni    | Tunesische Meisterschaft – Straßenrennen | NC   | Rafaâ Chtioui         |

## Zugänge – Abgänge
| Zugänge                      | Team 2009                      | Abgänge     | Team 2010 |
| ---------------------------- | ------------------------------ | ----------- | --------- |
| Vladimir Miholjević          | Liquigas                       | Diego Milán | Unbekannt |
| Reinier Honig                | Vacansoleil                    |             |           |
| Rafaâ Chtioui                | Doha Team                      |             |           |
| Cayetano Sarmiento           | Ex-Profi (Boyacá es Para 2007) |             |           |
| Paolo Ciavatta               | Neoprofi                       |             |           |
| Roberto De Patre             | Neoprofi                       |             |           |
| Alessandro Proni (ab 01.08.) | ISD-Neri                       |             |           |

## Mannschaft
| Name                  | Geburtstag         | Nationalität |              |
| --------------------- | ------------------ | ------------ | ------------ |
| Dario Andriotto       | 25. Oktober 1972   | Italien      |              |
| Rafaâ Chtioui         | 26. Januar 1986    | Tunesien     |              |
| Paolo Ciavatta        | 6. November 1984   | Italien      |              |
| Massimo Codol         | 27. Februar 1973   | Italien      |              |
| Roberto De Patre      | 13. September 1988 | Italien      |              |
| Francesco Di Paolo    | 18. April 1982     | Italien      |              |
| Alessandro Donati     | 8. Mai 1979        | Italien      |              |
| Francesco Failli      | 16. Dezember 1983  | Italien      |              |
| Alessandro Fantini    | 20. Oktober 1985   | Italien      |              |
| Stefano Garzelli      | 16. Juli 1973      | Italien      |              |
| Reinier Honig         | 28. Oktober 1983   | Niederlande  |              |
| Ruggero Marzoli       | 2. April 1976      | Italien      |              |
| Andrea Masciarelli    | 2. September 1982  | Italien      |              |
| Francesco Masciarelli | 5. Mai 1986        | Italien      |              |
| Simone Masciarelli    | 2. Januar 1980     | Italien      |              |
| Vladimir Miholjević   | 18. Januar 1974    | Kroatien     |              |
| Didac Ortega          | 5. April 1982      | Spanien      |              |
| Giuseppe Palumbo      | 10. September 1975 | Italien      |              |
| Luca Paolini          | 17. Januar 1977    | Italien      |              |
| Luca Pierfelici       | 3. September 1983  | Italien      |              |
| Alessandro Proni      | 28. Dezember 1982  | Italien      |              |
| Cayetano Sarmiento    | 28. März 1987      | Kolumbien    |              |
| Stagiaires            | Stagiaires         | Nationalität | Nationalität |
| Antonio Testa         | Antonio Testa      | Italien      |              |